# بلفیلد، ویکتوریا
بلفیلد (به انگلیسی: Bellfield) یک حومه شهر در استرالیا است که در ویکتوریا (استرالیا) واقع شده‌است.